# Aniuta melanoma
Aniuta melanoma är en fjärilsart som beskrevs av Clarke 1978. Aniuta melanoma ingår i släktet Aniuta och familjen praktmalar, Oecophoridae. Inga underarter finns listade i Catalogue of Life.